# Епархия Роквилл-Сентера

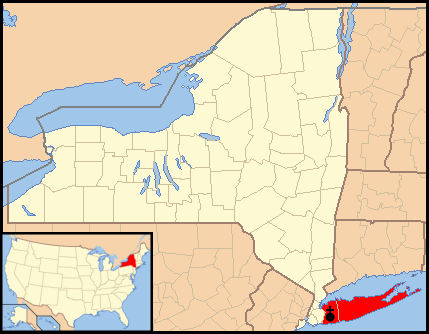
Расположение епархии Роквилл-Сентера

Епархия Роквилл-Сентера (лат. Dioecesis Petropolitana in Insula Longa) — епархия Римско-католической церкви с центром в городе Роквилл-Сентер, штат Нью-Йорк, США. Епархия Роквилл-Сентера входит в митрополию Нью-Йорка. Кафедральным собором епархии Роквилл-Сентера является Собор святой Агнессы.

## История
6 апреля 1957 года Римский папа Пий XII издал буллу Dum hodierni, которой учредил епархию Роквилл Сентера, выделив её из епархии Бруклина.

## Ординарии епархии
- епископ Уолтер Филипп Келленберг[англ.] (16.04.1957 — 03.05.1976)
- епископ Джон Рэймонд Макганн[англ.] (03.05.1976 — 04.01.2000)
- епископ Джеймс Томас Макхью[англ.] (04.01. — 10.12.2000)
- епископ Уильям Фрэнсис Мëрфи[англ.] (26.01.2001 — 09.12.2016)
- епископ Джон Оливер Баррес[англ.] (с 09.12.2016)

## Источник
- Annuario Pontificio, Libreria Editrice Vaticana, Città del Vaticano, 2003, ISBN 88-209-7422-3
- Булла Dum hodierni, AAS 49 (1957), стр. 816  (лат.)